# Gare de Berlin Hohenzollerndamm
La gare de Berlin Hohenzollerndamm est une gare ferroviaire à Berlin, dans le quartier de Halensee.
Elle se situe sur le Ringbahn, au croisement avec le Hohenzollerndamm.

## Histoire
La gare est construite entre 1908 et 1910 pour développer les nouveaux quartiers résidentiels du Hohenzollerndamm. L'électrification est faite le 6 novembre 1928.
Elle ferme en raison de la grève de la Reichsbahn le 18 septembre 1980. La Berliner Verkehrsbetriebe reprend la ligne de la S-Bahn en 1984 et rénove le bâtiment d'accueil Jugendstil. Les travaux de réparation sur le Ringbahn et la gare durent un an, tandis que la plate-forme est déplacée sous le pont au sud-est pour permettre un accès supplémentaire de l'autre côté de la rue. De plus, un système d'ascenseur pour les personnes à mobilité réduite est installé. La réouverture du Südring a lieu le 17 décembre 1993. Le nouvel accès suit environ 15 ans plus tard, le 19 décembre 2008.

## Service des voyageurs

### Accueil
La plate-forme centrale du S-Bahn se trouve sous le pont et est délimitée latéralement par le Sesselmannweg et les voies de fret du Ringbahn et du Stadtring. L'accès se fait à partir du bâtiment d'accueil ainsi que du pont piétonnier vers la plate-forme.

### Intermodalité
La gare est en correspondance avec la ligne d'omnibus 115.